# Django Reinhardt
Jean Django Reinhardt (Liberchies, Bélgica, 23 de enero de 1910- Samois-sur-Seine, Francia, 16 de mayo de 1953) fue un músico de jazz de origen gitano sinti.
Se trata del primer músico de jazz originario de Europa que ejerció una influencia similar a la de los grandes artistas estadounidenses. Su música es el resultado de la fusión entre el swing y la tradición musical gitana del este europeo, lo que se conoce en inglés con el nombre de «gypsy jazz» y en francés como «jazz manouche» («jazz gitano»).
Reinhardt revoluciona el toque de guitarra en el jazz, justamente antes de que se empezara a utilizar la amplificación. Sobre la base de un contrabajo, de dos guitarras rítmicas y del habitual violín de Stéphane Grappelli, Django desarrolla una música alegre y extraordinariamente flexible. Sus conceptos armónicos fueron sorprendentes en su época, por lo que impresionó a músicos como Charlie Christian y Les Paul; además, su influencia sobre el swing fue decisiva para la decantación de uno de sus estilos (el llamado «Western swing») en la música country.
Aunque no sabía leer música, Reinhardt compuso —a solas y junto a Grappelli—  varias melodías sumamente originales y exitosas, como «Daphne», «Nuages», «Manoir de Mes Rêves», «Minor Swing» y la oda a su compañía discográfica de los años treinta, «Stomping at Decca».

## Biografía

### Primeros años
Jean, apodado «Django», creció en un campamento gitano situado a las afueras de París, al lado de las fortificaciones que la rodeaban, a donde se había trasladado su tribu materna cuando tenía ocho años, absorbiendo la raíz gitana[cita requerida] que luego se mostraría en su música.
Desde edad temprana Django se sintió atraído por la música. Cuando tenía doce años consiguió su primer instrumento, un banjo que le regaló un vecino enterado de su interés prematuro por la música. Aprendió rápidamente a tocarlo, copiando la digitación de los músicos que podía observar. Asombró pronto a los adultos con su habilidad con la guitarra y, antes de los trece años, empezó su carrera musical con el popular acordeonista Guerino en una sala de baile en la Rue Monge. Tocaría también con otras bandas y músicos e hizo sus primeras grabaciones con el acordeonista Jean Vaissade para la Ideal Company. Dado que Django no sabía ni leer ni escribir en esa época, su nombre apareció como «Jiango Renard» en esas grabaciones.
A los diecisiete años, según la costumbre romaní, se casó con otra joven del campamento, Florine "Bella" Mayer. Un año más tarde, el 26 de octubre de 1928, a la una de la madrugada, Django regresaba a su carromato de una noche de música en el nuevo club La Java. El carromato había sido llenado con flores artificiales de celuloide por su mujer, que pretendía venderlas al día siguiente. Django creyó oír un ratón y utilizó una vela para poder verlo. Un poco de cera caída sobre las altamente inflamables flores bastó para provocar un infernal incendio. El músico se envolvió en una manta para protegerse de las llamas. Tanto él como su esposa se salvaron, pero su mano izquierda y toda la parte derecha de su cuerpo, de la rodilla a la cintura, quedaron seriamente dañadas.
En un principio los doctores querían amputar su pierna, pero Django se opuso. Los cuidados recibidos en una enfermería serían luego decisivos para salvarle la pierna. Django estuvo dieciocho meses postrado en la cama. Al final había quedado incapacitado del cuarto y quinto dedos de la mano izquierda (que habían quedado contraídos hacia la palma de la mano debido al calor recibido por los tendones). No obstante, gracias a su ingenio, inventó un sistema de digitación para suplir su problema, sistema que influyó en cierta medida en la originalidad de su estilo. Podía usarlos en las primeras dos cuerdas de la guitarra para los acordes y las octavas, pero su completa extensión era imposible. Con todo, fue capaz de convertirse en un gigante de la guitarra únicamente con el uso del dedo índice y del dedo medio.
Un año después del incendio, en 1929, Bella Mayer dio a luz a su hijo Henri "Lousson" Reinhardt, pero poco después la pareja se separó. El hijo luego adoptó el apellido del nuevo esposo de su madre. Con el nombre de Lousson Baumgartner, se convirtió en un músico consumado que grabó con su padre biológico.

### Carrera artística

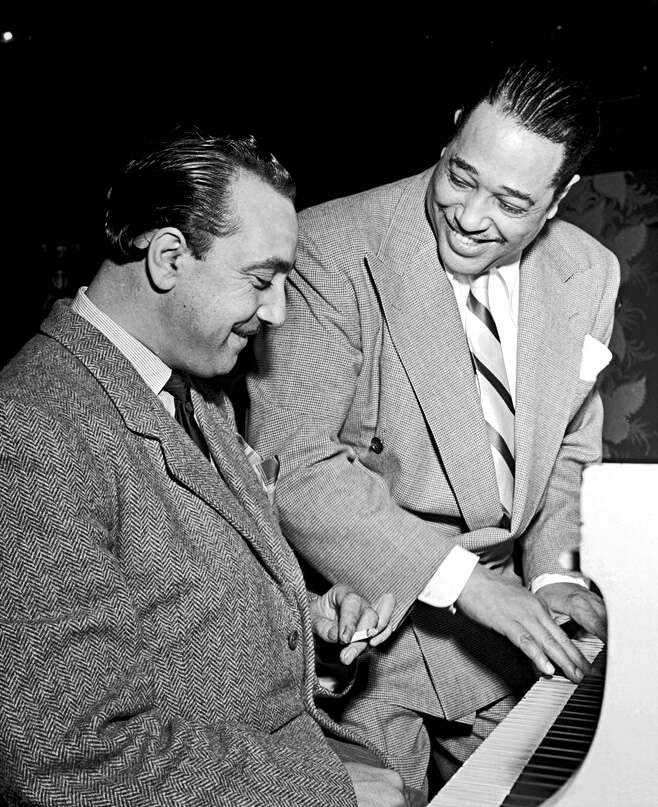
Django Reinhardt y Duke Ellington en el año 1946.

De acuerdo con algunas fuentes, fue durante su período de recuperación cuando Django se introdujo en el jazz estadounidense, al descubrir un disco de Louis Armstrong, Dallas Blues, en un mercadillo de la ciudad de Orleans. Estuvo trabajando en los cafés parisinos hasta que en 1934 el jefe del Hot Club, Pierre Nourry, le propuso que formara una banda de cuerdas en la que estarían él y Grappélli. Así nació el Quintette du Hot Club of France, que rápidamente se hizo famoso en todo el mundo gracias a sus grabaciones para Ultraphone, Decca y HMV.
El estallido de la Segunda Guerra Mundial en 1939 disolvió el grupo: Reinhardt regresó a Francia, mientras que Grappelli se quedó en Londres con el resto de los músicos. Durante los años de la guerra lideró una big band, otro quinteto con el clarinetista Hubert Rostaing en el puesto de Grappelli y, tras la liberación de París, grabó con músicos estadounidenses que llegaban de visita a Francia, como Mel Powell, Peanuts Hucko y Ray McKinley.
En 1946 Reinhardt comenzó a practicar con la guitarra eléctrica y realizó una gira por Estados Unidos como solista con la orquesta de Duke Ellington, aunque no obtuvo gran éxito. Algunas de sus grabaciones con la guitarra eléctrica en los últimos años de su vida son incursiones en el bebop que suenan frenéticas en comparación con el alegre swing de sus inicios. Sin embargo, a partir de enero de 1946, Reinhardt y Grappelli llevaron a cabo varias reuniones esporádicas donde las influencias bebop están más sutilmente integradas en el antiguo formato swing.

### Fallecimiento
Durante los años cincuenta, Reinhardt se retiró a Europa, tocando y grabando allí hasta su muerte, causada por una hemorragia cerebral, el 16 de mayo de 1953, a la edad de 43 años.